# Улица Литке (Кронштадт)
Улица Литке — улица в Кронштадте в микрорайоне 19-й квартал. Соединяет Кронштадтское и Цитадельское шоссе к востоку от улицы Гидростроителей. Фактическим продолжением улицы Литке к северу от Кронштадтского шоссе служит проезд, выходящий к гаражному кооперативу и дачным участкам. C юга улицу продолжает сеть просёлочных дорог, выходящих к дачным участкам и акватории.
Протяжённость улицы — 460 метров.

## История
Улица заложена[уточнить] 12 декабря 1983 года, в день основания самого микрорайона. Названа в честь Ф. П. Литке, русского мореплавателя и географа, адмирала, главного командира Кронштадтского порта и военного губернатора Кронштадта.

## Здания и организации
С севера на юг:
- дом 6 — КАС № 5;
- дом 7/32 — ЖЭС № 1[4];
- Жилые дома.

## Транспорт
По улице Литке ходят внутренние автобусы № 2Кр, 3Кр, 101. До 2007 года они ходили только в одну сторону — сворачивали с Кронщтадтского шоссе, далее шли по улице Литке до Цитадельского шоссе, и заканчивали круг после ТБК. После ввода КАД выезд от ТБК на Кронштадтского шоссе закрыли, и теперь эти автобусы идут по улице Станюковича и выходят на обратный маршрут там же, где и заходят — с улице Литке. Таким образом, теперь здесь есть остановки в обе стороны.
На пересечении с Кронштадтским шоссе:
- Автобусы: № 2Кр, 2Л, 101, 101Э, 175, 207, 215, 406[5].

## Пересечения
С севера на юг:
- Кронштадтское шоссе
- улица Станюковича
- Цитадельское шоссе